# سمواکس (کارولینای جنوبی)
سمواکس(به انگلیسی: Smoaks) شهری در ایالت کارولینای جنوبی کشور ایالات متحده آمریکا است که جمعیت آن در سرشماری سال ۲۰۱۰ میلادی، ۱۲۶ نفر بوده‌است.